# 圣伊纳西乌
圣伊纳西乌是巴西巴拉那州的一个市镇。总面积306.871平方公里，总人口4982人，人口密度16.2人/平方公里。